# Attiéké

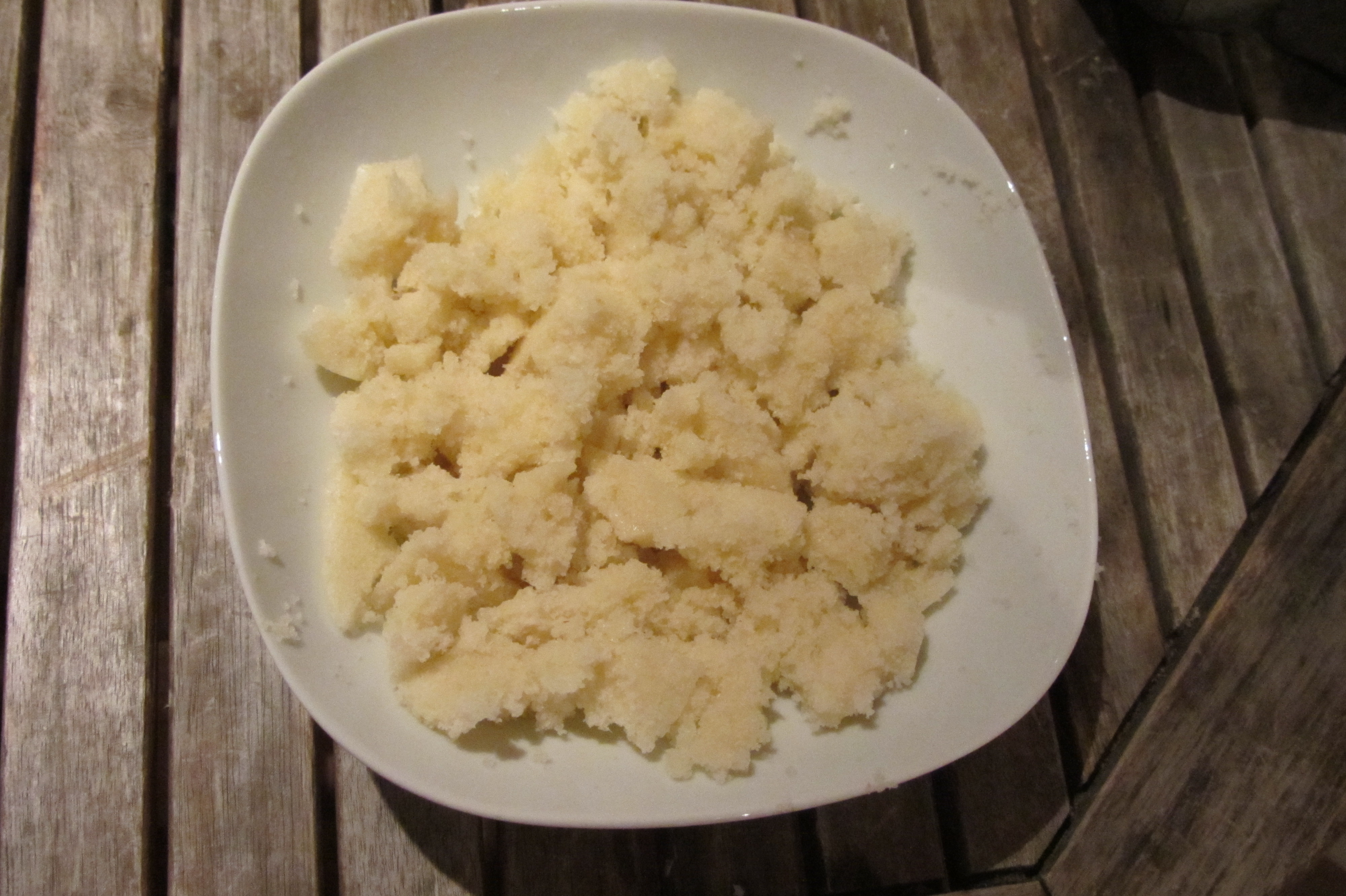
Plato de attiéké, propio del sur de Costa de Marfil.

Attiéké (escrito a veces acheke) es un acompañamiento preparado con mandioca que forma parte de la gastronomía de Costa de Marfil en África. La base del platillo es pulpa de mandioca rallada o granulada fermentada. También se prepara attiéké desecado, el cual posee una textura similar al cuscús. Es un platillo tradicional y común en Costa de Marfil, que se originó en la región sur del país, y el método para su preparación es bien conocido en Costa de Marfil y en Benín. En Costa de Marfil, este platillo se sirve como acompañamiento de Kedjenou, un tipo de guiso. El attiéké fresco se echa a perder rápidamente, y por lo general debe ser consumido dentro de las 24 horas posteriores a su preparación. Por ser un producto perecedero de vida muy corta, es difícil implementar la distribución masiva desde zonas rurales a zonas urbanas.

## Preparación
La mandioca es pelada, triturada y mezclada con una pequeña cantidad de mandioca fermentado previamente (que es el inóculo que tiene diferentes nombres dependiendo de la etnia que lo produce (mangnan Ebrié lidjrou en Adjoukrou y bêdêfon en allandjan), a continuación, la pasta así obtenida se deja nuevamente fermentar durante uno o dos días. Al final del tiempo de fermentación que ha permitido eliminar el ácido cianhídrico que contiene en gran proporción la mandioca natural, la pulpa es deshidrata, tamizada, y secada, y a continuación se realiza la última cocción al vapor. Después de unos minutos de cocción, elattiéké está listo para el consumo.